# Adventus

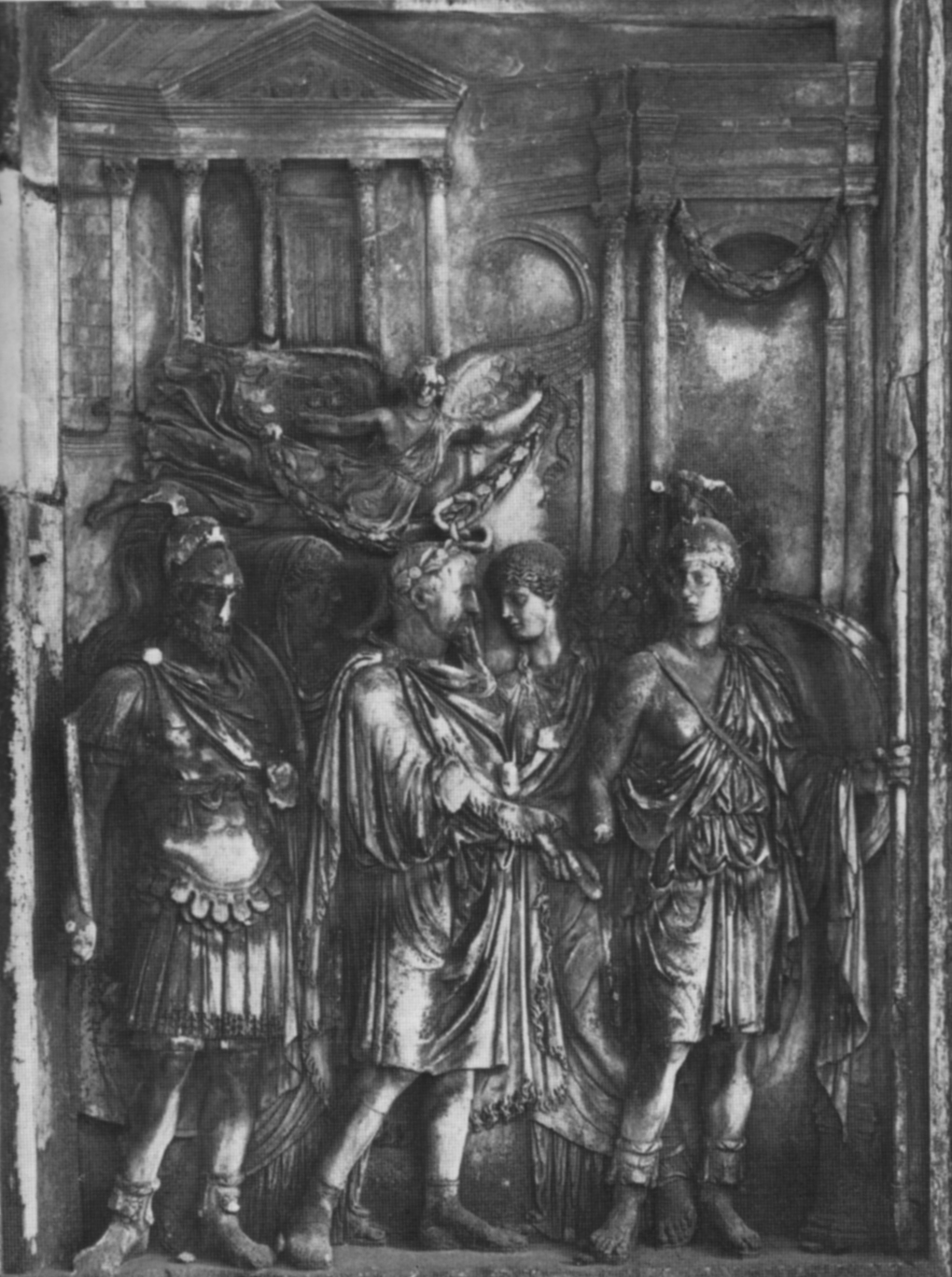
Típica escena de adviento del emperador romano, actualmente presente en el Arco de Constantino (de la época de las guerras marcomanas de Marco Aurelio - finales del siglo II).

El adventus era una fórmula de entrada ceremonial de la antigua Roma aplicada durante la bienvenida a un emperador, o un alto funcionario imperial, a su llegada a una ciudad, normalmente, aunque no siempre, a Roma. El término también se utiliza para hacer referencia a representaciones artísticas de dichas ceremonias.

## Contexto histórico
El origen de esta ceremonia se sitúa dentro de la Historia de Roma en los inicios del Imperio: «Desde los primeros tiempos del Imperio, el término adventus se empleó para designar la llegada del soberano a Roma, ya fuese al inicio de su reinado, o tras una prolongada ausencia. Existen, además, referencias tempranas a la celebración de este tipo de ceremonia en algunas ciudades de provincias, que recibían su visita».
En el transcurso de los siglos se evoluciona «en la iconografía de la ceremonia». Inicialmente, «era costumbre que el emperador, en atuendo civil, marchase a caballo hasta las puertas de Roma, donde debía descender de su montura, para efectuar el resto del trayecto a pie». En tiempos de Trajano «los soberanos comenzaron a alternar el atuendo civil y el militar» siendo la segunda durante el siglo III la que prevalezca. Incluso cambia el modo de acceso yendo a caballo y «rodeado o precedido por los soldados de su guardia, expresando así la fidelidad y aprobación del ejército».

## Significado deadventus
Debido al gran tamaño del Imperio Romano significaba que, incluso en el período en el que los emperadores se movían con mayor frecuencia alrededor de sus dominios, la presencia del emperador en una ciudad, o área, distinta a la capital era un acontecimiento muy raro. Se debe resaltar que la presencia del emperador dentro de las murallas de la ciudad se consideraba un acontecimiento solemne y venturoso (fastus, faustus) tanto por los beneficios económicos y sociales como por la seguridad que conllevaba, y así se entendía cómo todos los ciudadanos se implicaban en la organización (y en el sostenimiento de la carga que implicaba) del adventus imperial, cuyo memoria también permanecía durante mucho tiempo registrada en las crónicas, en las que se proporcionaron numerosas descripciones del desarrollo de tales acontecimientos. Una vez decidida la visita imperial, se comunicaba a la ciudad interesada con mucha antelación, incluso con un año. Los preparativos para la costosa ceremonia comenzaban de inmediato; a cambio de este compromiso económico, la comunidad aspiraba a las ventajas vinculadas a esta presencia imperial mediante donaciones, organización de juegos, exenciones fiscales y condonación de impuestos anteriores.

## Ceremonia
Al inicio de la ceremonia tenía lugar el occursus, una procesión de senadores llevando a las divinidades de la ciudad y seguidos por algunos representantes de las otras clases sociales partió al encuentro del emperador, al que encontraron fuera de la ciudad; aquí los senadores invitaban al emperador a entrar en la ciudad, y éste pronunciaba un breve discurso de agradecimiento. En esta fase de la ceremonia se debía transmitir el deseo de la ciudad por recibir al emperador, para lo cual se consideraba apropiado que la delegación ciudadana recibiera al invitado lo más lejos posible de la ciudad, demostrando así su ardiente deseo.
Posteriormente, tenía lugar el introitus, la auténtica entrada del emperador en la ciudad. Precedido por el cortejo de dignatarios que habían salido a recibirle, el emperador entraba por una de las puertas de la ciudad (hasta la época de la dinastía Severiana a pie y solo, más tarde en carro y escoltado por unidades militares), y se encontraba con representantes dispuestos a atenderle de todas las clases sociales: en primera fila estaban los magistrados y los nobles de la ciudad, vestidos de blanco y coronados de laurel; cerca de estos, en orden jerárquico, estaban los senadores y caballeros romanos residentes en la ciudad, la clase sacerdotal y miembros de los collegia, los representantes del circo y las facciones del clero (durante la Antigüedad tardía), luego los varones libres y finalmente las mujeres y niños; los jóvenes componían coros que cantaban las alabanzas de tan augusto huésped. 
El pueblo demostraba su júbilo agitando ramas de olivo, palma y laurel, ofreciendo coronas de flores, cuyos pétalos luego se esparcían, quemando incienso y portando antorchas y cirios, mientras algunos sostenían los animales que pretendían sacrificar en honor del emperador; todo el momento estaba rodeado de gritos de júbilo, himnos y oraciones. Posteriormente, el emperador acudía al templo más importante de la ciudad, donde realizaba un sacrificio de acción de gracias; esta práctica sería abolida por Constantino I, que se negaba a ofrecer sacrificios a la Tríada Capitolina.
Lo habitual es que el emperador y sus invitados llegaran entonces a un lugar público, como el foro o el teatro, donde el emperador pronunciaba un discurso de agradecimiento a la ciudad, al que se respondía con la declamación de un panegírico, para cuya composición y exposición se había seleccionado a un retórico, siendo un momento importante y prestigioso para la ciudad. En ocasiones el emperador acudía a la curia para rendir homenaje al Senado local con una oración (oratio senatus); alternativamente efectuaba una largición (largitio) o dádiva en el foro.

## Numismática
| Adventus en la moneda imperial romana             | Adventus en la moneda imperial romana | Adventus en la moneda imperial romana                                       | Adventus en la moneda imperial romana                                                     | Adventus en la moneda imperial romana                                                              | Adventus en la moneda imperial romana                             | Adventus en la moneda imperial romana |
| Imagen                                            | Valedor                               | Anverso                                                                     | Reverso                                                                                   | Datación                                                                                           | Peso / diámetro                                                   | Catalogación                          |
| ------------------------------------------------- | ------------------------------------- | --------------------------------------------------------------------------- | ----------------------------------------------------------------------------------------- | -------------------------------------------------------------------------------------------------- | ----------------------------------------------------------------- | ------------------------------------- |
|                                                   | Antoniniano                           | IMP C CLAVDIVS AVG, cabeza radiada y busto drapeado y acorazado de Claudio. | ADVENTVS AVG, Claudio a caballo, hacia la izquierda, sostiene el cetro y levanta la mano. | 268 de septiembre/ 269 de enero (el emperador está próximo a llegar a Roma, honrado por el Senado) | 21 mm, 3,17 g, 5 h primera emisión de la ceca de la antigua Roma; | RIC V 13; Mairat 65-8; Normanby 592.  |
| NB : A continuación se muestran algunos ejemplos. |                                       |                                                                             |                                                                                           | |                                                                   |                                       |